# Euphorbia squarrosa
Euphorbia squarrosa là một loài thực vật có hoa trong họ Đại kích. Loài này được Haw. mô tả khoa học đầu tiên năm 1826 publ. 1827.

## Hình ảnh

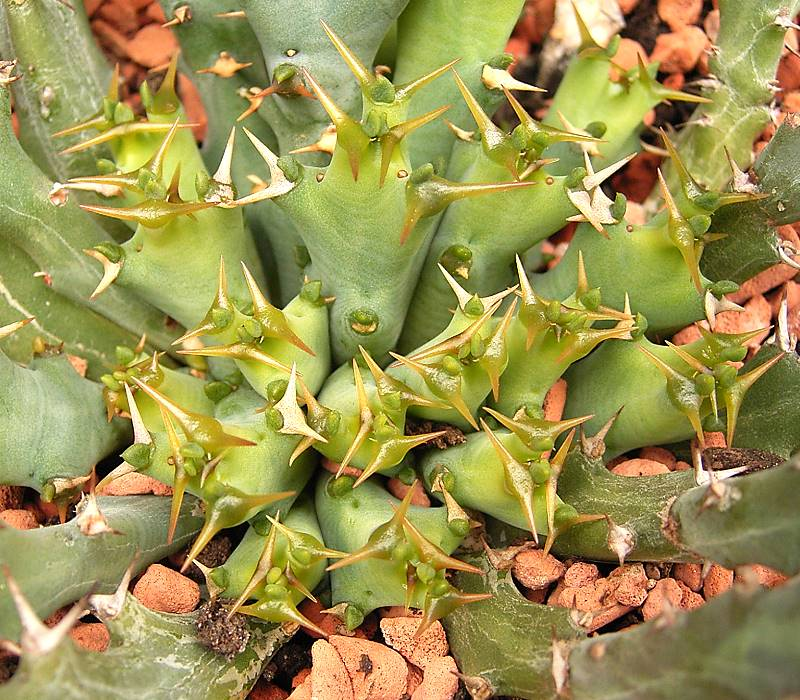
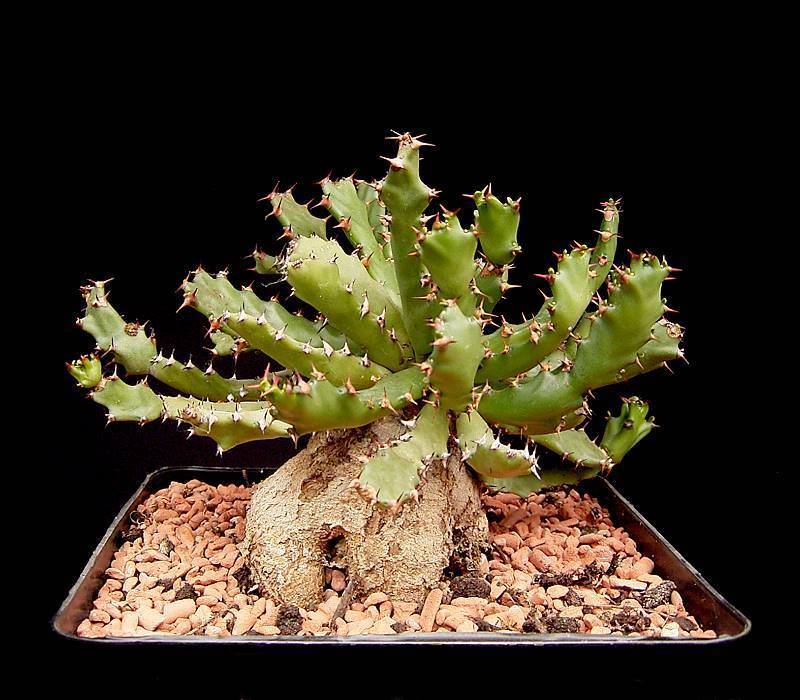